# Hestfjörður
Hestfjörður (isl. "fiord koni") – fiord w północno-zachodniej Islandii, w regionie Fiordów Zachodnich, jeden z bocznych fiordów na południowym brzegu fiordu Ísafjarðardjúp. Na zachód od niego leży fiord Seyðisfjörður, a na wschód - Skötufjörður. Wchodzi w głąb lądu na około 13 km, a jego szerokość u wejścia wynosi około 1,5 km. Masywy górskie po obu jego stronach sięgają 650 m n.p.m. Po jego północno-zachodniej stronie znajduje się półwysep Hestur (isl. "koń") z charakterystycznym szczytem o tej samej nazwie osiągającym 547 m n.p.m.

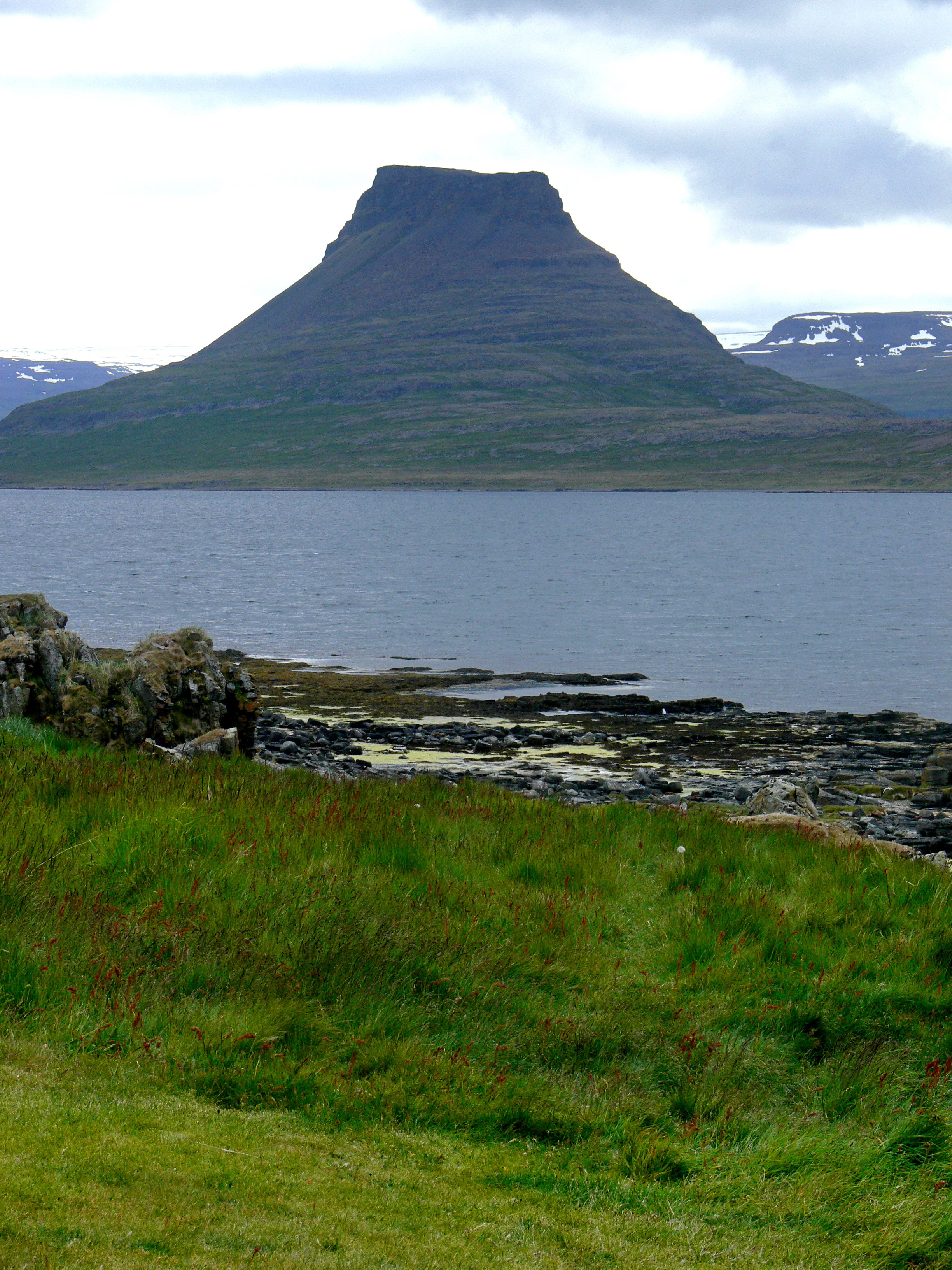
Szczyt Hestur nad fiordem Hestfjörður

Nad fiordem brak jest większych osad. Wzdłuż obu brzegów fiordu (poza jedynie półwyspem Hestur) biegnie droga nr 61.